# MegaFon
MegaFon (ros. МегаФон) – rosyjskie przedsiębiorstwo telekomunikacyjne z siedzibą w Moskwie.
Przedsiębiorstwo zostało założone w 1993 roku jako Siewiero-Zapadnyj GSM. W 2002 roku zaczęło funkcjonować jako MegaFon.